# Henderson (Buenos Aires)
Henderson es la ciudad cabecera del partido de Hipólito Yrigoyen en el centro-oeste de la provincia de Buenos Aires, en Argentina. Sus principales actividades son la agricultura y la ganadería. 

## Ubicación geográfica
- Henderson está ubicada a los 36°18′00″S 61°43′00″O / -36.30000, -61.71667 y a 105 m s. n. m. .

## Conexiones viales
- Cruce de la RN 226 con la RN 5, a Henderson son 56 km
- La RP 86 pasa a 3 km del centro de Henderson.
- Cruce de la RN 205 con la Ruta Prov. 86, a Henderson son 29 km

## Población
Cuenta con 8645 habitantes (Indec, 2010) su planta urbana, lo que representa un incremento del 10% frente a los 7856 habitantes (Indec, 2001) del censo anterior, a nivel distrito, la población asciende a 9.585 habitantes. En 2014, la estimación por proyección intercensal y tasas de natalidad y mortalidad datan 9.301 habitantes el área urbana y 10.005 habitantes el total del Partido. Henderson es la única ciudad del Partido, además de ser cabecera. Herrera Vegas, la única localidad con población estable, tiene una cantidad de habitantes estimada en 250. 
Según el Índice de Desarrollo Humano, Henderson ocupa la posición 13 en el orden provincial, con un rango de desarrollo medio-alto. Junto con Trenque Lauquen representan las ciudades con más crecimiento demográfico en los dos ùltimos censo con un alto IDH dentro del Noroeste provincial. 
Para el censo poblacional del año 2022, el partido alcanzò los 10.661 habitantes, de los cuales el 96 % reside en la ciudad cabecera. Diferente son los casos de los vecinos partidos de Pehuajò, Carlos Casares, Bolivar y Daireaux, con pueblos rurales y población rural dispersa que representa la quinta o cuarta parte. 
| Gráfica de evolución demográfica de Henderson entre 1914 y 2010 |
|                                                                 |
| Fuentes: INDEC                                                  |

## Datos

### Ciudades gemelas
- Henderson, Kentucky, EE. UU.
- Henderson, Nevada, EE. UU.

### Toponimia
Terminado el tramo de ferrocarril hasta la estancia "La Porteña" y ser esta zona por su posición topográfica, destinada a destacar como una de las más importantes de la línea, el director de la empresa Ferrocarril Midland de Buenos Aires, se impuso rendir un homenaje al presidente de la misma, sr. Frank Henderson, designando una de las principales estaciones del ferrocarril con su nombre. 
Unos de los primeros registros públicos del uso de esa denominación es un cartel de remate de solares realizado por el primer delegado municipal (Henderson es sus comienzos pertenecía al partido de Pehuajó), don Andrés Mateos, de dos manzanas de tierras, frente a la actual plaza José Manuel Estrada hacia el norte de la fundación. En el cartel que encabezaba la subasta decía "En el futuro partido de Henderson ...", que era ya una expresión arraigada en el vecindario.

### Historia
Su origen se remonta al año 1901, es decir, ocho años antes de su fundación, fecha en que comenzaron a manifestarse síntomas de colonización en este pedazo de la pampa originaria. Sobre la cúspide de una loma, un rancho de estilo típicamente criollo, amplio pero bajo, circundado de árboles, como para protegerlo del furor del pampero, constituía el cuartel general de la "Estancia La Porteña", (propiedad que se conserva y es museo de Henderson), tenía una extensión de 6000 ha 11 áreas y 66 centiáreas, su propietario era Don Roque Quinteros.
Al finalizar el año 1904 Don Máximo Boubee, adquiere el dominio de la estancia La Porteña, coincide con la llegada del ferrocarril a Henderson. El primer jefe de estación del ferrocarril fue Pablo Z. Acosta que actuó hasta fines del año 1913. El segundo remate de tierras se realizó en el año 1912 donde se remataron seis manzanas completas. Cuando el pueblo de Henderson comenzó a ser fuente de contributiva apreciable, la municipalidad de Pehuajó designa, en el año 1914, receptor de rentas en el pueblo a Juan Carlos Saldívar, para poco tiempo después nombrarlo Comisionado Municipal a don Andrés Mateos quien desempeña el cargo hasta 1917. Como consecuencia del cambio político de 1916, se hizo cargo de la delegación el Sr. Martín José Odriozola. El 26 de octubre se funda La Sociedad Española de Socorros Mutuos.
El 17 de junio de 1914, el Poder Ejecutivo crea la Subcomisaría de Henderson nombrando como encargado al oficial Inspector A.D. Ferrando. El tercer remate de tierras se realiza el 25 de abril del año 1915 por los Sres. Guerrico y Willians por orden de la Compañía Tierras del Sud.
El 12 de octubre de 1919 se funda La Sociedad Italiana de Socorros Mutuos. En 1922 hacía falta un banco en Henderson y un grupo de vecinos encabezados por un grupo de estancieros realizaban un petitorio de autonomía, ya que no podía crearse nuevos bancos en localidades que no fueran cabeceras de partido. Así es que las autoridades pertinentes crean el primer banco provincial de Henderson, sin ser cabeza de partido. El 1 de septiembre de 1923, asume como delegado municipal el Sr. Juan José Espeleta.

### Década del 20'
En 1924 apareció el diario "La Acción" en su número inicial se habla de autonomía de acuerdo a un reportaje al exdelegado Municipal Don Juan José Espeleta. Se inaugura la usina eléctrica y se crea la escuela N.º 26 (ahora escuela N.º 2). Aprobada por ambas cámaras de la legislatura, el pueblo recibió con júbilo el hecho que habría de marcar el momento más culminante.
El partido de Hipólito Yrigoyen tiene jurisdicción territorial sobre la zona de influencia: Henderson, ciudad cabecera de partido. Las tierras que forman parte del partido pertenecieron a la ciudad de Pehuajó de la cual dependía, siéndole anexadas pequeñas superficies.

### Momentos históricos
- El 8 de mayo de 1926 se forma la Asociación de Damas de Beneficencia.
- El 6 de enero de 1937 se inaugura el Hospital Municipal.
- El 18 de enero de 1945 se forma la Comisión Pro Autonomía de Henderson.
- El 17 de febrero de 1957 se envía carta al Interventor Federal de la Provincia de Buenos Aires solicitando la autonomía de Henderson.
- El 13 de enero de 1960 se promulga el Decreto 447, donde dice: "El Senado y la Cámara de Diputados de la Provincia de Buenos Aires sanciona con fuerza de ley la autonomía del Partido de Hipólito Yrigoyen con cabecera de Partido la localidad de Henderson. El 21 de enero de 1960, fecha en que hoy recordamos como "El Día de la Autonomía de Henderson". No existieron en cuanto a la determinación del Partido problemas de límites.

### Equipos locales
- Club Atlético Juventud Unida
- Futbol Club Henderson
- La Tribu - Equipo de pato